# Ray Binger
Ray Binger (16 de novembro de 1888 — 29 de setembro de 1970) foi um diretor de fotografia norte-americano.
Começou a trabalhar em Hollywood, em 1924, dominando a arte do processo de fotografia. Em 1934, ele tinha deslocado para o trabalho de efeitos especiais. Recebeu uma indicação ao Oscar na categoria de melhores efeitos visuais para o filme The Pride of the Yankees (1942). Foi indicado mais duas vezes na mesma categoria para The Long Voyage Home (1940) e The North Star (1943).